# Anolis nubilus
Espèce
Synonymes
- Ctenonotus nubilus (Garman, 1887)

Anolis nubilus est une espèce de sauriens de la famille des Dactyloidae. 

## Répartition
Cette espèce est endémique de Redonda à Antigua-et-Barbuda.

## Description
Les mâles mesurent jusqu'à 81 mm et les femelles jusqu'à 52 mm.

## Publication originale
- Garman, 1887 : On West Indian reptiles. Scincidae. Bulletin of the Essex Institute, vol. 19, p. 51-53 (texte intégral).